# 莫朗维尔
莫朗维尔（法語：Moranville，法語發音：[mɔʁɑ̃vil]）是法国默兹省的一个市镇，属于凡尔登区。

## 地理
莫朗维尔（49°10'28"N, 5°32'45"E）面积6.8 平方千米，位于法国大東部大區默兹省，该省份为法国西北部内陆省份，北与比利时接壤，西接马恩省和阿登省，南至上马恩省和孚日省，东临默尔特-摩泽尔省。
与莫朗维尔接壤的市镇（或旧市镇、城区）包括：阿博库尔-欧特库尔、布朗泽、埃镇、瓦夫尔地区格里莫库尔、瓦夫尔地区埃梅维尔、穆兰维尔。

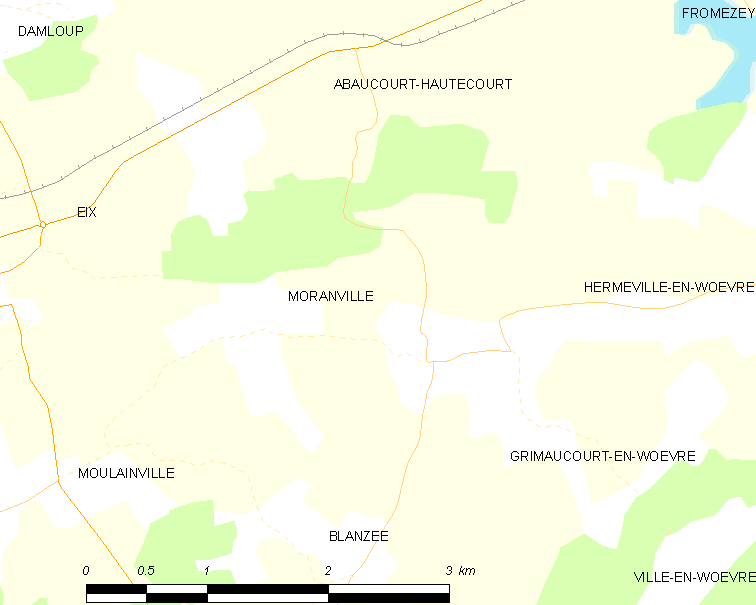
莫朗维尔的OSM定位图

莫朗维尔的时区为UTC+01:00、UTC+02:00（夏令时）。

## 行政
莫朗维尔的邮政编码为55400，INSEE市镇编码为55356。

## 政治
莫朗维尔所属的省级选区为默兹河畔贝尔维尔县。

## 人口

1962-2008年间莫朗维尔人口变化图示

莫朗维尔于2022年1月1日时的人口数量为103人。